# ایرینا مولر
ایرینا مولر (انگلیسی: Irina Müller؛ زادهٔ ۱۰ اکتبر ۱۹۵۱) قایقران روئینگ اهل آلمان بود.
وی در مسابقات کشوری و بین‌المللی در مجموع برندهٔ ۳ مدال طلا، ۱ مدال نقره، ۱ مدال برنز شده‌است.